# Cayo Romano
Cayo Romano"  es una isla de la costa norte de Cuba que pertenece administrativamente a la municipalidad de Morón, provincia de Ciego de Ávila en Cuba. Mientras que la isla Oriential mantiene su Provincia de Camagüey y también el municipio de Esmeralda. Es el cayo más extenso del archipiélago de los Jardines del Rey con 777 km² y es la tercera isla más grande del país.
Es un popular destino turístico. Por el sur, la bahía de Jigüey la separa de la isla principal de Cuba, hacia el norte se encuentra el archipiélago de las Bahamas (32 km) y el océano Atlántico. Cayo Coco se encuentra al noroeste y Cayo Guajaba al sureste.